# Transformation of the Roman World
Transformation of the Roman World var et videnskabeligt program sponsoreret af European Science Foundation mellem 1993 og 1997 til udforskning af Europas omdannelse fra senantikken til karolingertiden.
Projektet blev ledet af Evangelos Chrysos, Javier Arce und Ian N. Wood, og der deltog i alt godt 100 videnskabsfolk fra et par og tyve lande; det var i sit udgangspunkt et tværfagligt og internationalt projekt. Udtrykket transformation blev bevidst valgt for at undgå værdiladede associationer som ældre formuleringer som Decline and Fall, Untergang der antiken Welt – nedgang, fald, undergang – implicerer. Der skulle ikke eksplicit gives et entydigt svar på hvordan transformationen af den romerske arv i Vesteuropa fandt sted til middelalderens germansk-romanske verden. Snarere skulle kompleksiteten i denne proces vises, som det også betones i størstedelen af nyere forskning. Der blev dannet projektgrupper, som i reglen mødtes to gange om året, og der blev i alt planlagt 14 bind i serien, som skulle udkomme på det nederlandske forlag Brill i Leiden. Det syvende bind er ikke udkommet. Rækken fortsættes som Brill’s Series on the Early Middle Ages og er nu oppe på i alt 26 bind - nyeste er bind 27, projekteret udgivet 23 december 2020.

## Udgivelser i serien
1. Walter Pohl (redaktør): Kingdoms of the Empire. The Integration of Barbarians in Late Antiquity. Brill, 1997, ISBN 9789004108455.
2. Walter Pohl med Helmut Reimitz (redaktører): Strategies of Distinction. The Construction of Ethnic Communities, 300-800. Brill, 1998, ISBN 9789004108462.
3. Richard Hodges og William Bowden (redaktører): The Sixth Century. Production, Distribution and Demand. Brill, 2003, ISBN 9789004109803.
4. G.P. Brogiolo og Bryan Ward-Perkins (redaktører): The Idea and Ideal of the Town between Late Antiquity and the Early Middle Ages. Brill, 2003, ISBN 9789004109018.
5. Evangelos Chrysos og Ian Wood (redaktører): East and West: Modes of Communication. Brill, 1999, ISBN 9789004109292.
6. Mayke de Jong og Frans Theuws, med Carine van Rhijn (redaktører): Topographies of Power in the Early Middle Ages. Brill, 2001, ISBN 9789004117341.
7. (ikke udkommet)
8. Frans Theuws og Janet Nelson (redaktører): Rituals of Power. Brill, 2003, ISBN 978-90-04-10902-5
9. G.P. Brogiolo, N. Gauthier og N. Christie (redaktører): Towns and their Territories Between Late Antiquity and the Early Middle Ages. Brill, 2003, ISBN 9789004118690.
10. Walter Pohl, Ian Wood og Helmut Reimitz (redaktører): The Transformation of Frontiers. From Late Antiquity to the Carolingians. Brill, 2000, ISBN 9789004111158.
11. Inge Lyse Hansen og Chris Wickham (redaktører): The Long Eighth Century. Production, Distribution and Demand. Brill, 2000, ISBN 9789004117235.
12. Richard Corradini, Max Diesenberger og Helmut Reimitz (redaktører): The Construction of Communities in the Early Middle Ages. Texts, Resources and Artefacts. Brill, 2002, ISBN 9789004118621.
13. Hans-Werner Goetz, Jörg Jarnut og Walter Pohl, med Sören Kaschke (redktører): Regna and Gentes. The Relationship between Late Antique and Early Medieval Peoples and Kingdoms in the Transformation of the Roman World. Brill, 2002, ISBN 9789004125247.
14. Miquel Barceló og François Sigaut (redaktører): The Making of Feudal Agricultures? Brill, 2004, ISBN 9789004117228.